# 가와시마 에이지
가와시마 에이지(일본어: 川島 永嗣, 1983년 3월 20일, 나가사키현 ~ )는 일본의 축구 선수로, 포지션은 골키퍼이다. 현재는 J1리그의 축구 클럽 주빌로 이와타 소속으로 뛰고 있다.
2001년 오미야 아르디자에 입단하여 데뷔하였다. 2010년과 2018년 FIFA 월드컵에서 일본 국가대표팀의 주전 골키퍼로 활약하며 일본의 16강 진출을 이끌기도 하였다.

## 국가대표팀 경력
그는 2003년 FIFA 세계 청소년 축구 선수권 대회에 참가할 일본 U-20 국가대표팀에 발탁되었으며, 5경기에 출전, 8강 진출에 기여했다.
그는 2007년 AFC 아시안컵에 참가할 일본 국가대표팀에 발탁되었다. 2008년 2월 17일 조선민주주의인민공화국과의 경기(2008년 동아시아 축구 선수권 대회)에서 국가대표팀에 데뷔했다. 2010년 FIFA 월드컵에 출전, 4경기에 출전, 16강 진출을 이끌기도 하였다. 2011년 AFC 아시안컵 우승에 기여했다. 2013년 FIFA 컨페더레이션스컵, 2014년 FIFA 월드컵, 2015년 AFC 아시안컵에도 출전했다. 2018년 FIFA 월드컵에 출전, 4경기에 출전, 16강. 2019년 코파 아메리카, 2022년 FIFA 월드컵에도 출전했다. 그는 2022년까지 국제 A매치 통산 95경기에 출전했다.

## 통계
| 일본 | 일본 | 일본 |
| 연도 | 출전 | 득점 |
| ---- | ---- | ---- |
| 2008 | 1    | 0    |
| 2009 | 7    | 0    |
| 2010 | 8    | 0    |
| 2011 | 12   | 0    |
| 2012 | 11   | 0    |
| 2013 | 14   | 0    |
| 2014 | 11   | 0    |
| 2015 | 7    | 0    |
| 2016 | 1    | 0    |
| 2017 | 9    | 0    |
| 2018 | 7    | 0    |
| 2019 | 3    | 0    |
| 2020 | 0    | 0    |
| 2021 | 2    | 0    |
| 2022 | 2    | 0    |
| 통산 | 95   | 0    |

## 경력
- 2002년 AFC 청소년 축구 선수권 대회 국가대표
- 2003년 FIFA 세계 청소년 축구 선수권 대회 국가대표
- 2007년 AFC 아시안컵 국가대표
- 2010년 FIFA 월드컵 국가대표
- 2011년 AFC 아시안컵 국가대표
- 2013년 FIFA 컨페더레이션스컵 국가대표
- 2014년 FIFA 월드컵 국가대표
- 2015년 AFC 아시안컵 국가대표
- 2018년 FIFA 월드컵 국가대표

## 수상
가와사키 프론탈레
- J리그 디비전 1 : 준우승 (2008, 2009)
- 나비스코컵 : 준우승 (2007, 2009)

 일본
- AFC 청소년 축구 선수권 대회 : 준우승 (2002)
- AFC 아시안컵 : 우승 (2011), 4위 (2007)
- 아프로-아시안 네이션스컵 : 우승 (2007)
- 기린 챌린지컵 : 우승 (2007, 2008, 2009, 2011)

개인
- AFC 청소년 축구 선수권 대회 베스트 일레븐 : 2002
- J리그 베스트 11 : 2009
- AFC 선정 아시아 베스트 11 : 2011
- 리르서 올해의 선수 : 2010-11, 2011-12
- 2011년 AFC 아시안컵 맨 오브 더 매치 : vs. 오스트레일리아 (결승전)